# Рёш, Петер
Петер Рёш (нем. Peter Rösch; 15 сентября 1930 или 14 сентября 1930, Biel/Bienne, Берн — 12 января 2006, Лозанна) — швейцарский футболист и футбольный тренер, играл на позиции защитника. Участник чемпионата мира 1962 года.

## Биография

### Клубная карьера
В течение четырёх сезонов Рёш играл за «Биль-Бьенн». В 1952 году перешёл в «Янг Бойз», в составе которого отыграл четыре сезона и в 1953 году выиграл Кубок Швейцарии. В 1956 году перешёл в «Лозанну», за который играл два сезона.
В 1958 году перешёл в «Серветт», в составе которого играл пять сезонов и выиграл 2 чемпионских титула в 1961 и 1962 годах. Он сыграл в Национальной лиге A 124 матча и забил 3 гола. Затем он в течение одного сезона играл за «Кантональ Невшатель». В 1964 году перешёл в «Сьон», в составе которого отыграл два сезона и выиграл свой второй Кубок Швейцарии в карьере. Завершил карьеру в клубе «Монте».

### Карьера в сборной
В составе сборной Швейцарии принимал участие на чемпионате мира 1962 года, но на поле не выходил. Всего за сборную Швейцарии сыграл 5 матчей.

### Тренерская карьера
С 1968 по 1970 год работал главным тренером «Сьона».

### Смерть
Скончался 12 января 2006 года в возрасте 75 лет.

## Достижения
«Янг Бойз»
- Обладатель Кубка Швейцарии (1): 1952/53

«Серветт»
- Чемпион Швейцарии (2): 1960/61, 1961/62

«Сьон»
- Обладатель Кубка Швейцарии (1): 1964/65